# Himascelis chinensis
Himascelis chinensis là một loài bọ cánh cứng trong họ Cryptophagidae. Loài này được Nikitsky miêu tả khoa học năm 1996.